# Chapelle Saint-Michel de la Cathédrale San Salvador d'Oviedo
La Chapelle Saint Michel  se trouve dans la Cathédrale San Salvador d'Oviedo (Asturies). 

## Description
La chapelle se trouve dans la partie supérieure de la Crypte de Sainte Léocadie (es). Elle est contemporaine de la crypte et de l'ancienne tour de San Salvador d'Oviedo (es), mais ne portait pas ce nom avant le XIIe siècle, étant totalement indépendante de la crypte. 

### Sources
- (es) Cet article est partiellement ou en totalité issu de l’article de Wikipédia en espagnol intitulé « Capilla de San Miguel en la catedral de Oviedo » (voir la liste des auteurs).